# Pretoria
Pretoria este capitala administrativă a Africii de Sud, fiind sediul ramurii executive a guvernului și găzduind toate ambasadele străine acreditate în Africa de Sud. Celelalte două capitale sunt Cape Town, capitala legislativă, și Bloemfontein, capitala judiciară. 
Pretoria se întinde de-a lungul râului Apies și se extinde spre est, până în poalele munților Magaliesberg. Orașul este cunoscut ca un important centru academic și de cercetare, găzduind Universitatea Tehnologică Tshwane (TUT), Universitatea din Pretoria (UP), Universitatea Africii de Sud (UNISA), Consiliul pentru Cercetare Științifică și Industrială (CSIR) și Consiliul pentru Cercetări în Științele Umane. De asemenea, este sediul Fundației Naționale pentru Cercetare și al Biroului Sud-African de Standardizare. Pretoria a fost unul dintre orașele gazdă ale Campionatului Mondial de Fotbal 2010.
Pretoria este partea centrală a Municipiului Metropolitan Tshwane, rezultat din fuziunea mai multor foste autorități locale, precum Bronkhorstspruit, Centurion, Cullinan, Hammanskraal și Soshanguve. Unii au propus schimbarea denumirii oficiale din Pretoria în Tshwane, ceea ce a stârnit controverse publice.
Pretoria poartă numele liderului Voortrekker Andries Pretorius, iar sud-africanii o numesc adesea „Orașul Jacaranda”, datorită miilor de arbori de jacaranda plantați pe străzile sale și în parcurile și grădinile sale.

## Istorie
Pretoria a fost fondată în 1855 de Marthinus Pretorius, un lider al Voortrekkerilor (cunoscut și ca Buri), care i-a dat numele în cinstea tatălui său, Andries Pretorius, și a ales un loc pe malurile râului Apies (în afrikaans „Râul Maimuțelor”) pentru a deveni noua capitală a Republicii Sud-Africane (în neerlandeză: Zuid Afrikaansche Republiek; ZAR). Andries Pretorius devenise un erou național al Voortrekkerilor după victoria sa asupra lui Dingane, conducătorul Zulu-lor, și al armatei acestora, în Bătălia de la Râul Sângelui din 1838. Totodată, el a negociat Convenția Râului Sand (1852), prin care Regatul Unit a recunoscut independența Transvaalului. Pretoria a devenit capitala Republicii Sud-Africane la 1 mai 1860.

### Războaiele Burilor
În timpul Primului Război al Burilor (1880-1881), orașul Pretoria a fost asediat de forțele republicane între decembrie 1880 și martie 1881. Conflictul a dus la restaurarea autonomiei Republicii Sud-Africane (Transvaal) sub conducerea burilor, iar tratatul de pace care a pus capăt războiului a fost semnat la Pretoria pe 3 august 1881, în cadrul Convenției de la Pretoria.
Al Doilea Război al Burilor (1899-1902) a marcat sfârșitul independenței Republicii Sud-Africane (Transvaal) și începutul hegemoniei britanice în Africa de Sud. Pretoria s-a predat forțelor britanice conduse de Lordul Frederick Roberts pe 5 iunie 1900, iar războiul s-a încheiat la 31 mai 1902, în urma semnării Tratatului de la Vereeniging, la Melrose House. Tratatul a oficializat unificarea teritoriilor burilor sub dominația britanică și a dus la crearea Uniunii Africii de Sud în 1910.
Forturile Pretoria, construite pentru a proteja orașul înainte de izbucnirea celui de-al Doilea Război al Burilor, au jucat un rol esențial în apărarea sa. Deși unele dintre aceste forturi sunt astăzi în ruină, altele au fost restaurate și sunt păstrate ca monumente naționale, oferind o privire asupra strategiei de apărare din acea perioadă și subliniind importanța militară a orașului.

### Uniunea Africii de Sud
Fostele republici ale burilor, Republica Sud-Africană și Statul Liber Orange, care au fost transformate în colonii britanice cunoscute sub numele de Colonia Transvaal și Colonia Râului Orange după înfrângerea lor în al Doilea Război Anglo-Bur din 1902, au fost unite în 1910 cu Colonia Capului și Colonia Natal pentru a forma Uniunea Africii de Sud, o entitate semi-autonomă în cadrul Imperiului Britanic. Pretoria a devenit atunci capitala administrativă a noii uniuni, în timp ce Cape Town a fost desemnată drept capitală legislativă, iar Bloemfontein drept capitală judiciară, reflectând un compromis între fostele teritorii britanice și cele dominate de buri. Între 1910 și 1994, Pretoria a servit și ca reședință a provinciei Transvaal, rol pe care îl preluase anterior de la Potchefstroom, în perioada Republicii Sud-Africane. La 14 octombrie 1931, Pretoria a obținut statutul oficial de oraș. După ce Africa de Sud a devenit republică în 1961, Pretoria a rămas capitala administrativă, continuând să joace un rol esențial în structura politică și administrativă a țării.

## Geografie
Pretoria este situată la aproximativ 56 km nord-nord-est de Johannesburg, în nord-estul Africii de Sud, într-o zonă de tranziție între platoul Highveld din sud și regiunea mai joasă a Bushveld-ului din nord. Highveld este un platou vast din sudul Africii, caracterizat prin câmpii ierboase și un climat temperat, situat la altitudini între 1.200 și 1.800 metri. Bushveld reprezintă o regiune de câmpii și păduri de arbori mici, cu un climat mai cald și semi-arid, situată sub 1.200 metri altitudine. Orașul se află la o altitudine de aproximativ 1.339 m deasupra nivelului mării, într-o vale caldă, adăpostită și fertilă, înconjurată de colinele lanțului muntos Magaliesberg. Acest peisaj natural favorizează un climat temperat, propice agriculturii și dezvoltării economice ale regiunii.

### Climat
Pretoria are un climat subtropical umed, influențat de monsun (Köppen: Cwa), cu veri lungi, călduroase și ploioase, și ierni scurte, uscate și blânde. Orașul are ierni tipice pentru sudul Africii, cu nopți reci și clare și zile moderate până la ușor calde. Deși temperaturile minime medii în timpul iernii sunt blânde, vremea poate deveni rece din cauza cerului senin, cu temperaturi nocturne ce, în ultimii ani, au variat între 2 și −5 °C (36 până la 23 °F).
Temperatura medie anuală este de 18,7 °C, un nivel relativ ridicat, având în vedere altitudinea orașului de aproximativ 1.339 metri. Aceasta se datorează în mare parte poziției sale într-o vale adăpostită, care funcționează ca o capcană de căldură, izoland orașul de masele de aer rece din sud și sud-est pe parcursul anului.
Ploile sunt concentrate în principal în lunile de vară, iar iernile sunt caracterizate de condiții de secetă, cu înghețuri ce pot fi severe. Zăpada este un fenomen extrem de rar; fulgi de zăpadă au fost observați în 1959, 1968 și 2012, dar niciodată nu s-a înregistrat o acumulare semnificativă de zăpadă în istoria orașului.
În timpul unei valuri de căldură naționale din noiembrie 2011, Pretoria a înregistrat temperaturi ce au ajuns până la 39 °C, un fenomen neobișnuit pentru acea perioadă a anului. Evenimente similare de căldură extremă, ce au doborât recorduri, s-au mai întâmplat și în ianuarie 2013, când Pretoria a înregistrat temperaturi ce au depășit 37 °C în mai multe zile. Anul 2014 a fost unul dintre cei mai ploioși din istoria orașului, cu un total de 914 mm de precipitații până la sfârșitul lunii decembrie, dintre care 220 mm doar în această lună. În 2015, Pretoria a înregistrat cea mai gravă secetă din 1982; luna noiembrie a acestui an a doborât noi recorduri pentru temperaturi ridicate, cu 43 °C înregistrate pe 11 noiembrie, după trei săptămâni de temperaturi între 35 °C și 43 °C. Pretoria a înregistrat un nou record de temperatură maximă de 42,7 °C pe 7 ianuarie 2016.
| Date climatice pentru Pretoria (1961–1990 with extremes 1951–1990) | Date climatice pentru Pretoria (1961–1990 with extremes 1951–1990) | Date climatice pentru Pretoria (1961–1990 with extremes 1951–1990) | Date climatice pentru Pretoria (1961–1990 with extremes 1951–1990) | Date climatice pentru Pretoria (1961–1990 with extremes 1951–1990) | Date climatice pentru Pretoria (1961–1990 with extremes 1951–1990) | Date climatice pentru Pretoria (1961–1990 with extremes 1951–1990) | Date climatice pentru Pretoria (1961–1990 with extremes 1951–1990) | Date climatice pentru Pretoria (1961–1990 with extremes 1951–1990) | Date climatice pentru Pretoria (1961–1990 with extremes 1951–1990) | Date climatice pentru Pretoria (1961–1990 with extremes 1951–1990) | Date climatice pentru Pretoria (1961–1990 with extremes 1951–1990) | Date climatice pentru Pretoria (1961–1990 with extremes 1951–1990) | Date climatice pentru Pretoria (1961–1990 with extremes 1951–1990) |
| Luna                                                               | Ian                                                                | Feb                                                                | Mar                                                                | Apr                                                                | Mai                                                                | Iun                                                                | Iul                                                                | Aug                                                                | Sep                                                                | Oct                                                                | Nov                                                                | Dec                                                                | Anual                                                              |
| ------------------------------------------------------------------ | ------------------------------------------------------------------ | ------------------------------------------------------------------ | ------------------------------------------------------------------ | ------------------------------------------------------------------ | ------------------------------------------------------------------ | ------------------------------------------------------------------ | ------------------------------------------------------------------ | ------------------------------------------------------------------ | ------------------------------------------------------------------ | ------------------------------------------------------------------ | ------------------------------------------------------------------ | ------------------------------------------------------------------ | ------------------------------------------------------------------ |
| Maxima medie °C (°F)                                               | 28.5 (83,3)                                                        | 28.0 (82,4)                                                        | 26.9 (80,4)                                                        | 24.1 (75,4)                                                        | 21.8 (71,2)                                                        | 18.9 (66)                                                          | 19.5 (67,1)                                                        | 22.1 (71,8)                                                        | 25.5 (77,9)                                                        | 26.6 (79,9)                                                        | 27.0 (80,6)                                                        | 28.0 (82,4)                                                        | 24,7 (76,5)                                                        |
| Media zilnică °C (°F)                                              | 22.6 (72,7)                                                        | 22.1 (71,8)                                                        | 21.0 (69,8)                                                        | 17.9 (64,2)                                                        | 14.7 (58,5)                                                        | 11.5 (52,7)                                                        | 11.9 (53,4)                                                        | 14.7 (58,5)                                                        | 18.6 (65,5)                                                        | 20.1 (68,2)                                                        | 21.0 (69,8)                                                        | 21.9 (71,4)                                                        | 18,2 (64,8)                                                        |
| Minima medie °C (°F)                                               | 17.8 (64)                                                          | 17.3 (63,1)                                                        | 16.1 (61)                                                          | 12.6 (54,7)                                                        | 8.2 (46,8)                                                         | 4.8 (40,6)                                                         | 4.8 (40,6)                                                         | 7.6 (45,7)                                                         | 11.9 (53,4)                                                        | 14.4 (57,9)                                                        | 15.8 (60,4)                                                        | 16.8 (62,2)                                                        | 12,3 (54,1)                                                        |
| Minima istorică °C (°F)                                            | 7.5 (45,5)                                                         | 10.4 (50,7)                                                        | 5.5 (41,9)                                                         | 3.3 (37,9)                                                         | −1.5 (29,3)                                                        | −4.5 (23,9)                                                        | −4.5 (23,9)                                                        | −4 (24,8)                                                          | −0.5 (31,1)                                                        | 3.0 (37,4)                                                         | 6.6 (43,9)                                                         | 6.5 (43,7)                                                         | −4,5 (23,9)                                                        |
| Precipitații mm (inches)                                           | 135 (5.31)                                                         | 76 (2.99)                                                          | 79 (3.11)                                                          | 54 (2.13)                                                          | 13 (0.51)                                                          | 7 (0.28)                                                           | 3 (0.12)                                                           | 5 (0.2)                                                            | 20 (0.79)                                                          | 73 (2.87)                                                          | 100 (3.94)                                                         | 108 (4.25)                                                         | 673 (26,5)                                                         |
| Umiditate [%]                                                      | 62                                                                 | 63                                                                 | 63                                                                 | 63                                                                 | 56                                                                 | 54                                                                 | 50                                                                 | 45                                                                 | 44                                                                 | 52                                                                 | 59                                                                 | 61                                                                 | 56                                                                 |
| Nr. de zile cu precipitații (≥ 1.0 mm)                             | 10.9                                                               | 7.8                                                                | 7.6                                                                | 5.2                                                                | 1.8                                                                | 0.6                                                                | 0.7                                                                | 1.4                                                                | 2.0                                                                | 6.0                                                                | 9.5                                                                | 10.8                                                               | 64,3                                                               |
| Ore însorite                                                       | 260.8                                                              | 235.3                                                              | 253.9                                                              | 245.8                                                              | 282.6                                                              | 270.8                                                              | 289.1                                                              | 295.5                                                              | 284.3                                                              | 275.2                                                              | 253.6                                                              | 271.9                                                              | 3.218,8                                                            |
| Sursa nr. 1: NOAA, Deutscher Wetterdienst (extremes)               |                                                                    |                                                                    |                                                                    |                                                                    |                                                                    |                                                                    |                                                                    |                                                                    |                                                                    |                                                                    |                                                                    |                                                                    |                                                                    |
| Sursa nr. 2: South African Weather Service                         |                                                                    |                                                                    |                                                                    |                                                                    |                                                                    |                                                                    |                                                                    |                                                                    |                                                                    |                                                                    |                                                                    |                                                                    |                                                                    |

## Peisaj urban
Pretoria este cunoscută drept „Orașul Jacaranda” datorită celor aproximativ 50.000 de arbori jacaranda care împodobesc străzile sale. Acești arbori, cu flori mov spectaculoase în timpul primăverii, sunt un simbol al orașului și aduc o notă vibrantă pe străzile Pretoriei. Culoarea mov apare frecvent pe logo-urile consiliului local și pe diverse servicii publice, precum sistemul de autobuze rapide A Re Yeng sau sigla postului local de radio Jacaranda FM, subliniind identitatea vizuală a orașului.

### Arhitectură
Materiale media legate de Buildings in Pretoria la Wikimedia Commons
Pretoria reflectă o diversitate culturală semnificativă, vizibilă în stilurile arhitecturale variate din oraș. Acestea includ arhitectura colonială neerlandeză, germană și britanică din secolul al XIX-lea, alături de stiluri moderne, postmoderne, neomoderne și art deco, completate de un stil sud-african unic. Orașul a fost fondat în perioada colonială și s-a dezvoltat semnificativ în secolul XX, ceea ce explică amestecul de stiluri arhitecturale tradiționale și moderne. De asemenea, influențele arhitecturale din perioada apartheidului, cu accent pe segregarea rasială, sunt vizibile în anumite zone.
Clădirile emblematice ale orașului includ Palatul Justiției, construit la sfârșitul secolului al XIX-lea, Clădirile Uniunii (sediul guvernului sud-african), reprezentative pentru începutul secolului al XX-lea, și Monumentul Voortrekker, ridicat după cel de-al Doilea Război Mondial, simbolizând istoria coloniștilor neerlandezi din Africa de Sud. Campusurile principale ale Universității din Pretoria și Universității din Africa de Sud adăpostesc, de asemenea, o gamă variată de stiluri arhitecturale, reflectând legătura puternică dintre educație și dezvoltarea urbană.
Printre alte structuri notabile se numără Mahlamba Ndlopfu, reședința prezidențială în stil Cape Dutch tradițional, Vechiul Sinagog în stil neobizantin, clădirea modernă a Băncii de Rezervă a Africii de Sud (un zgârie-nori de birouri) și Turnul Telkom Lukasrand. De asemenea, Stadionul Loftus Versfeld, Teatrul de Stat din Africa de Sud și clădirea Oliver Tambo, sediul Departamentului de Relații Internaționale și Cooperare, sunt repere importante ale orașului, fiecare având o semnificație culturală și istorică distinctă.

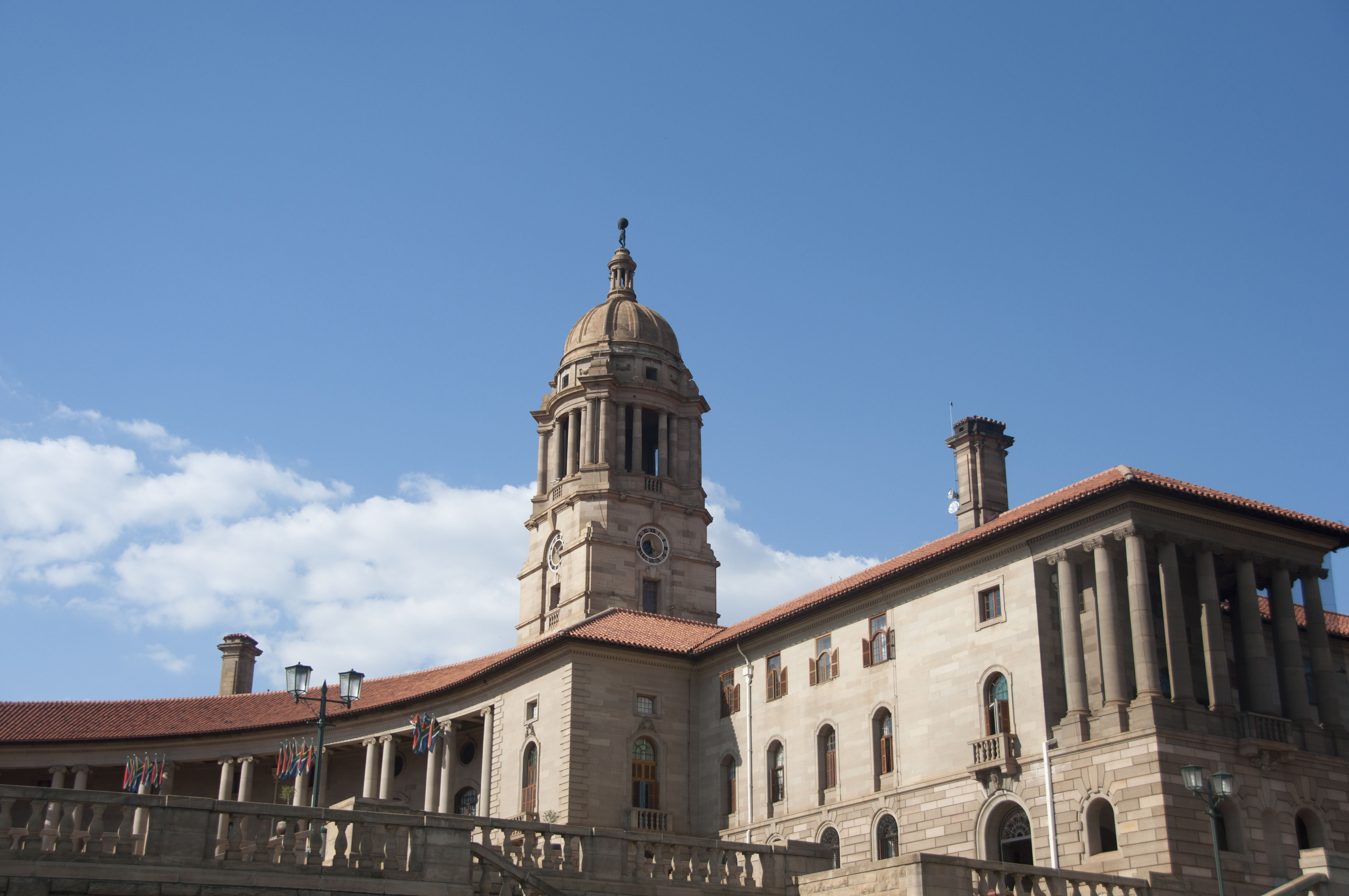
Aripa de Est a Clădirilor Uniunii (în engleză Union Buildings), sediul guvernului din Africa de Sud.
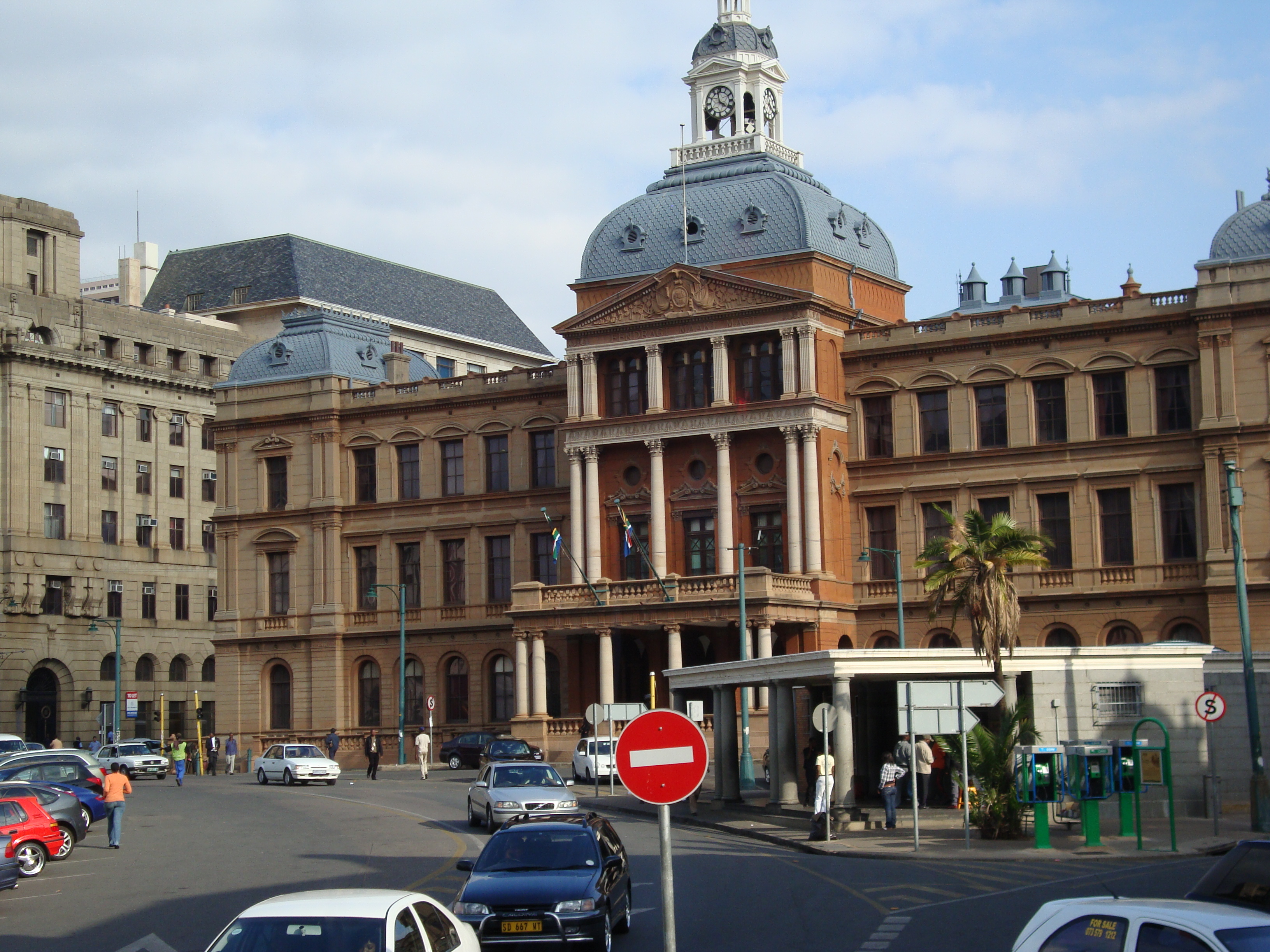
Old Council Chambers, or Ou Raadsaal
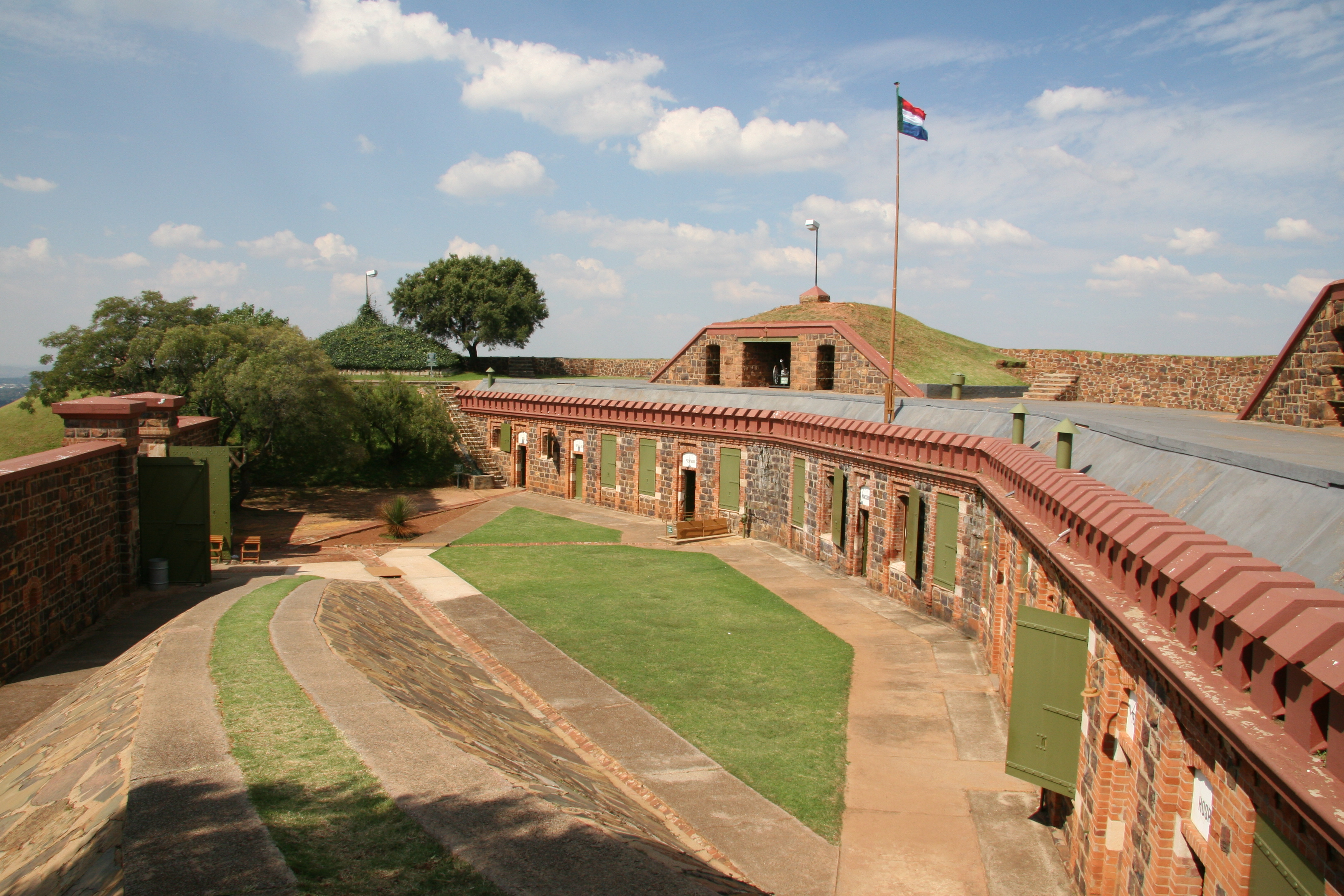
Fort Klapperkop, fort construit în perioada Războiului Anglo-Bur.
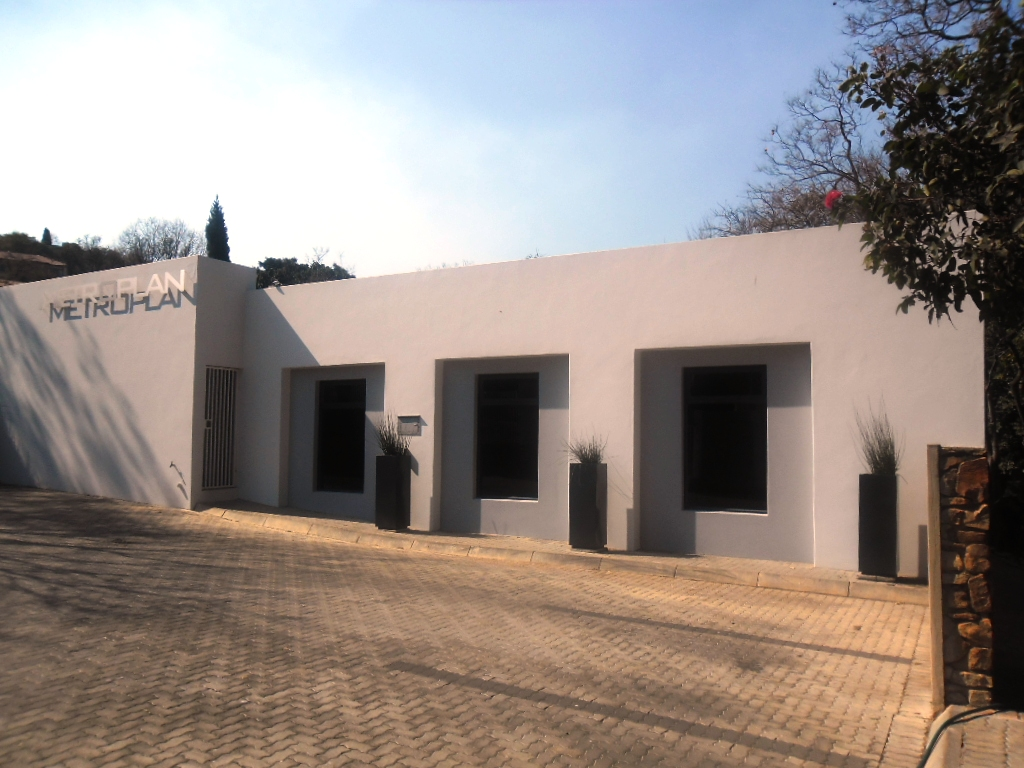
Arhitectura neomoderna din Pretoria.
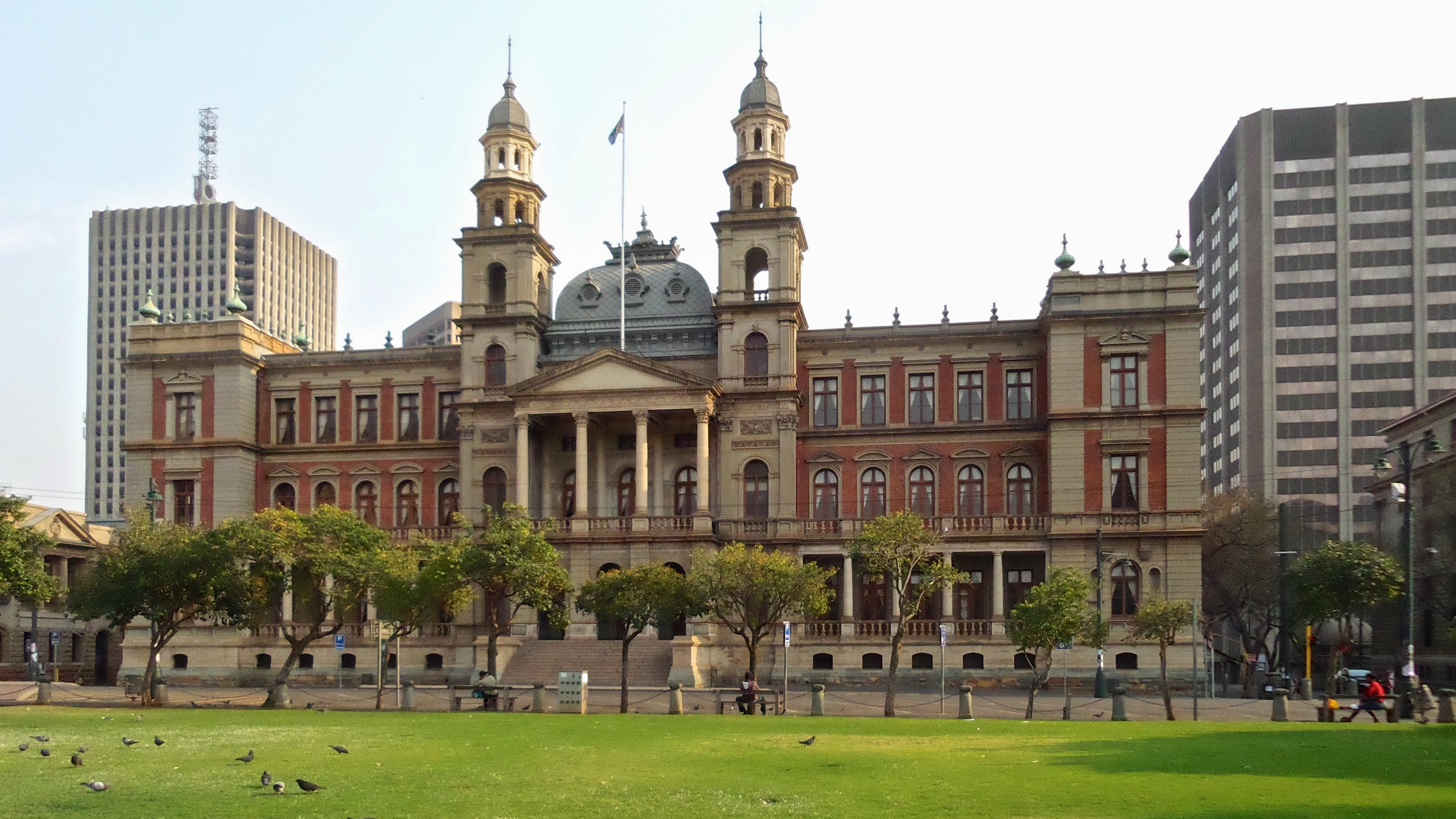
Palatul Justiției, clădire istorică ce adăpostește Tribunalul din Pretoria a Instanței Înalte a Africii de Sud.
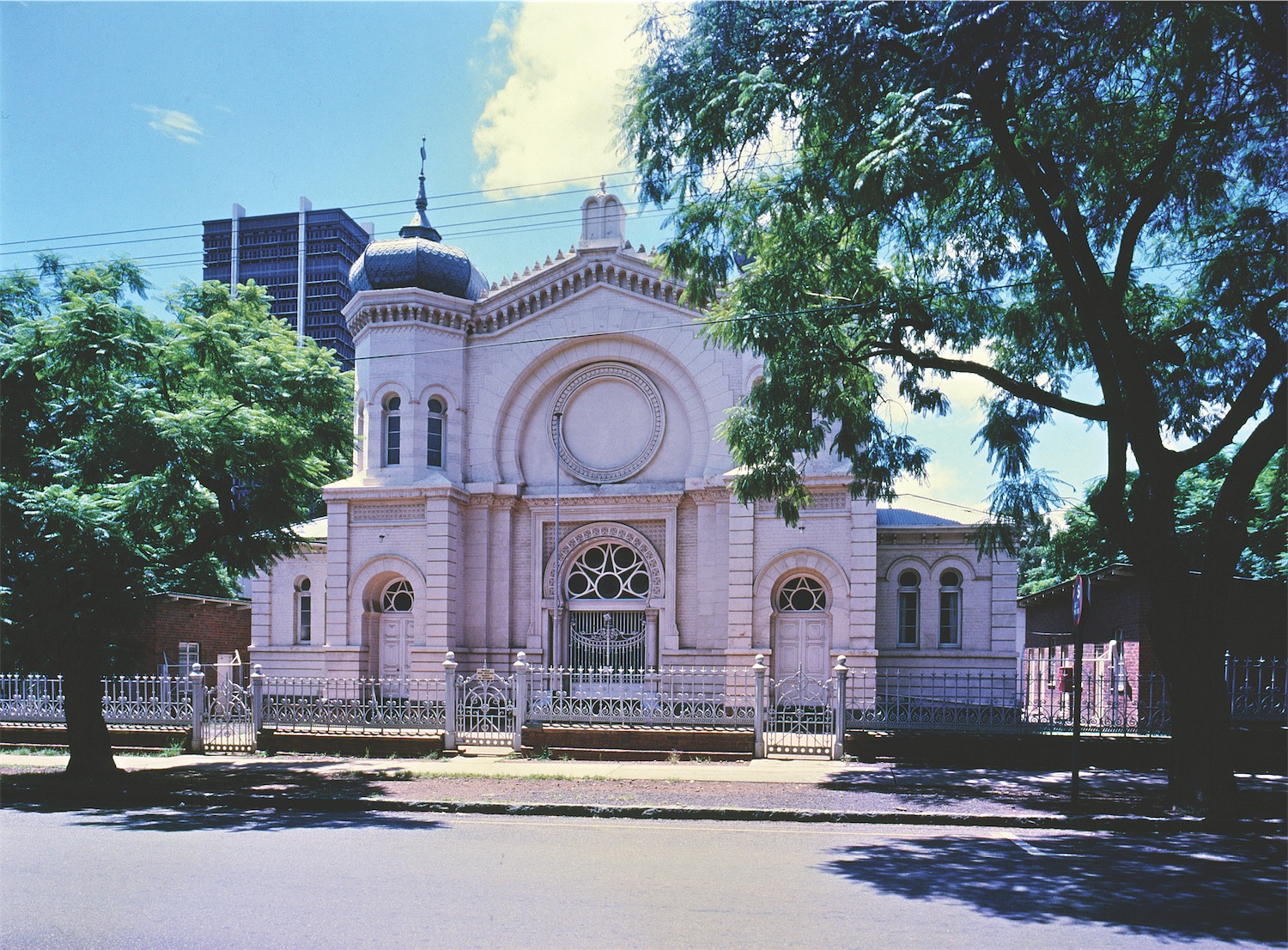
Vechia Sinagogă, în stil neobizantin.

### Centrul orașului

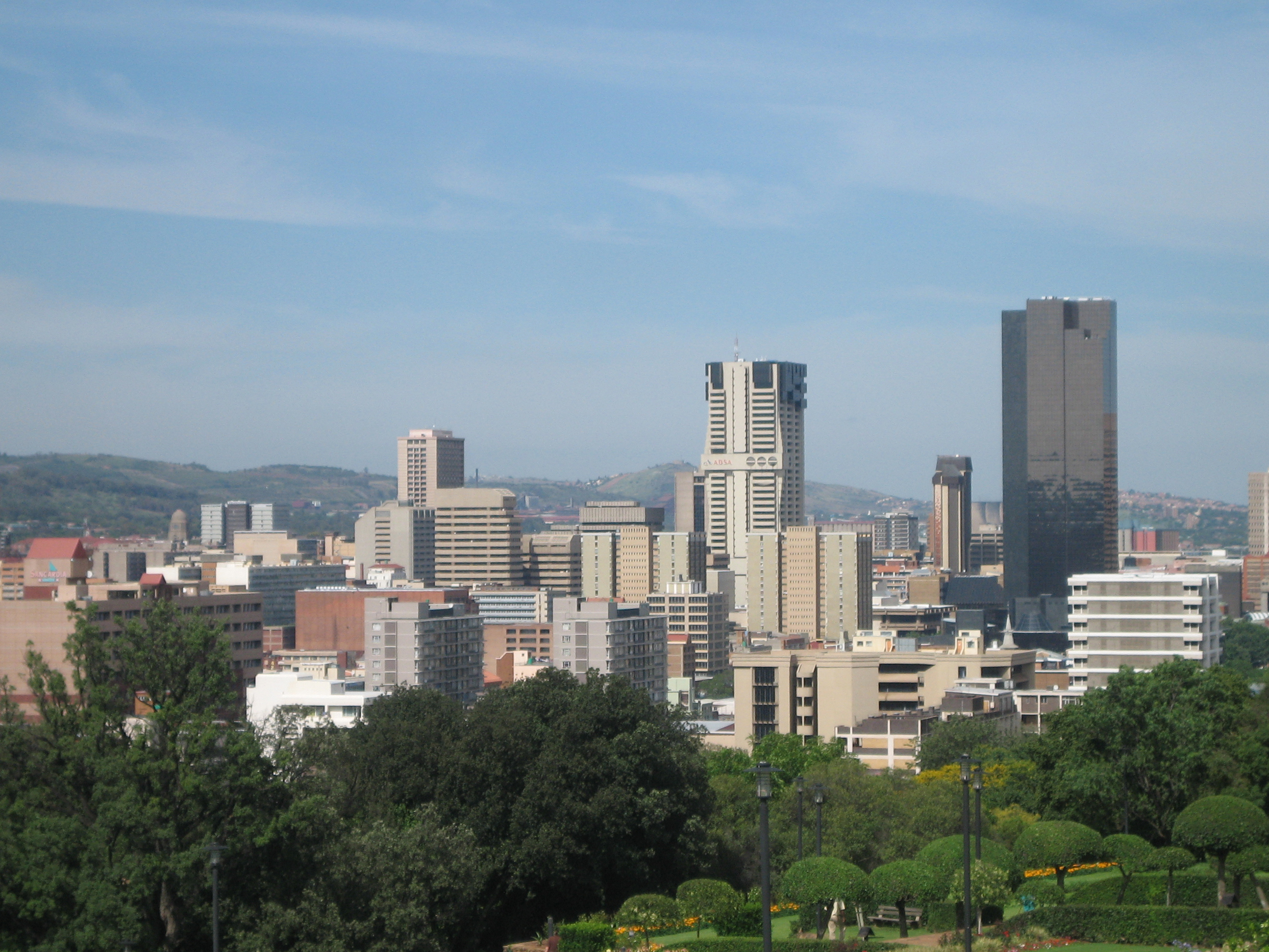
Centrul orașului

Deși numeroase birouri corporative, afaceri mici, magazine și departamente guvernamentale sunt amplasate în suburbiile extinse ale Pretoriei, centrul orașului rămâne centrul tradițional al guvernării și comerțului. Aici se regăsesc numeroase bănci, companii, corporații mari, magazine și centre comerciale, toate dominate de mai mulți zgârie-nori impunători, precum Clădirea Poyntons (110 m), Clădirea ABSA (132 m) și clădirea Băncii de Rezervă a Africii de Sud (150 m). Centrul orașului este, de asemenea, un important centru administrativ al țării, fiind sediul guvernului sud-african și al multor instituții financiare cheie.
Zona se remarcă printr-o concentrație impresionantă de clădiri istorice, monumente și muzee, printre care se numără Primăria Pretoriei, Biblioteca Națională a Africii de Sud, Piața Pretorius, Piața Church (renumită pentru clădirile și statuile sale istorice) și Vechea Clădire a Parlamentului (Ou Raadsaal). Alte atracții notabile includ Muzeul Transvaal, principalul muzeu de istorie naturală al țării, înființat în 1892, Grădina Zoologică Națională a Africii de Sud (cunoscută colocvial drept Grădina Zoologică din Pretoria), Muzeul Melrose House de pe strada Jacob Maré, Muzeul de Artă din Pretoria și Muzeul de Istorie Culturală African Window, care adâncesc înțelegerea istoriei și diversității culturale ale orașului.
Centrul orașului găzduiește și sediile centrale ale mai multor Departamente Naționale, printre care cele pentru Sănătate, Educație de Bază, Transporturi, Învățământ Superior și Formare Profesională, Sport și Recreere, Justiție și Dezvoltare Constituțională, Serviciu Public și Administrație, Apă și Afaceri de Mediu, precum și Trezoreria Națională. În plus, zona include numeroase clădiri rezidențiale, locuite în principal de persoane care lucrează în centrul orașului, ceea ce subliniază caracterul urban și intensitatea activităților economice și administrative din zonă.

### Parcuri și grădini
Pretoria găzduiește Grădina Zoologică Națională a Africii de Sud și Grădina Botanică Națională din Pretoria. Orașul dispune, de asemenea, de numeroase parcuri și grădini mai mici, printre care Sanctuarul de Păsări Austin Roberts, grădinile din Piața Pretorius, Rosariul din Pretoria, Piața Bisericii, Terenurile Expoziționale din Pretoria, Parcul Springbok, Parcul Libertății, Parcul Jan Cilliers și Parcul Burgers, cel mai vechi parc din oraș, acum declarat monument național.
În suburbii se află câteva parcuri remarcabile: Parcul Rietondale, „Die Proefplaas” din cartierul Queenswood, Parcul Magnolia Dell, Parcul Nelson Mandela, Grădina Păcii din Mandela Park și Parcul Belgrave Square.

#### Orașul Jacaranda

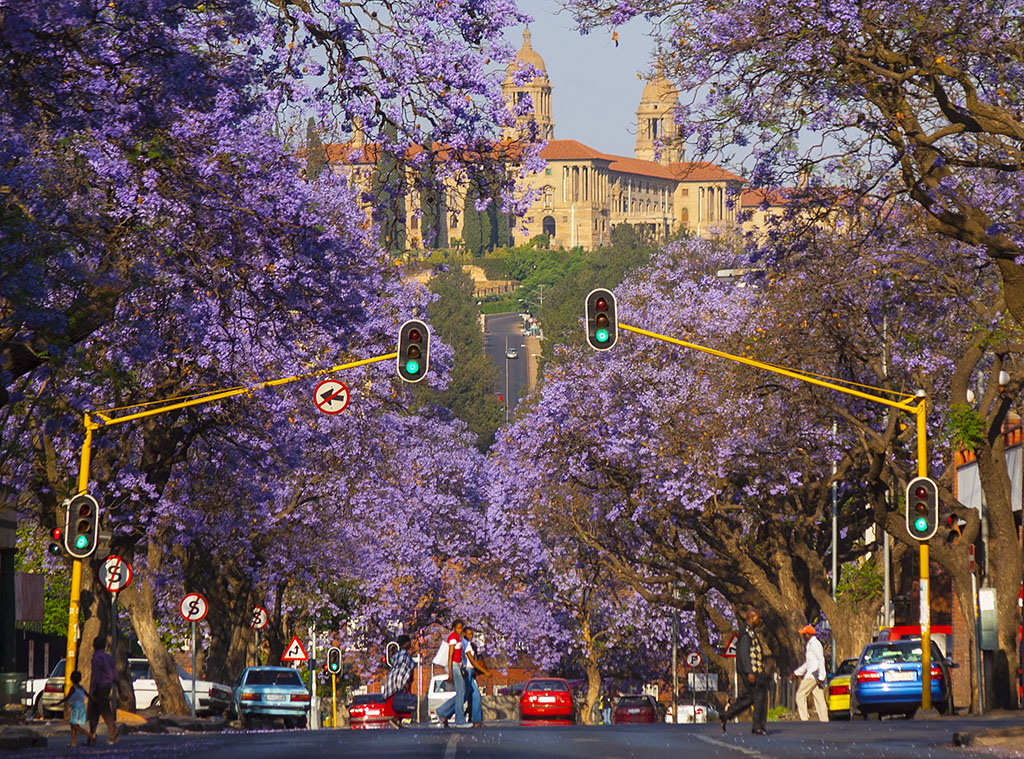
O stradă împodobită cu arbori de jacaranda în Pretoria, cu silueta Clădirilor Uniunii ridicându-se pe colina Meintjieskop în fundal.

Pretoria, denumită „Orașul Jacaranda”, este faimoasă pentru cei aproximativ 70.000 de arbori de jacaranda care transformă orașul într-un spectacol de culoare mov în fiecare octombrie. Primele două jacarande au fost plantate în 1888 de grădinarul local J.D. Cilliers, în grădina sa de la Myrtle Lodge, pe strada Celliers din Sunnyside. Puieții au fost aduși din Rio de Janeiro, Brazilia, de un horticultor din Cape Town. Cei doi arbori se află și astăzi pe terenul Școlii Primare Sunnyside, mărturie vie a începuturilor acestei tradiții botanice.
Originară din regiunile tropicale ale Americii de Sud, jacaranda aparține familiei Bignoniaceae. Dintre cele aproximativ cincizeci de specii, Jacaranda mimosifolia este cea mai răspândită în regiunea sudică a Africii.
La finalul secolului al XIX-lea, cultivatorul James Clark a importat răsaduri din Australia, popularizând această specie. În 1906, el a donat Consiliului Municipal al Pretoriei două sute de puieți, plantați pe strada Koch (astăzi strada Bosman). Walton Jameson, inginerul orașului, a lansat ulterior un amplu program de plantare, câștigându-și porecla „Jacaranda Jim”. Până în 1971, orașul număra deja 55.000 de arbori, consolidând legătura Pretoriei cu acest simbol floral.
Deși majoritatea jacarandelor din oraș au flori liliachii, unele exemplare albe pot fi admirate pe strada Herbert Baker din Groenkloof.
Carnavalul Jacaranda, o tradiție care a debutat în 1939, s-a desfășurat până în 1964 și a fost reluat în 1985. Evenimentul include o paradă plină de culoare și încoronarea Reginei Jacaranda, celebrând frumusețea distinctivă a orașului.

## Context
În perioada post-apartheid, după înființarea unor noi structuri municipale în Africa de Sud (în anul 2000), a fost adoptată denumirea de Tshwane pentru zona metropolitană care cuprinde Pretoria și orașele din jur. Este un important centru comercial și industrial. Principalele ramuri industriale sunt: siderurgia, metalurgia neferoasă (turnătorii de cupru), industria constructoare de mașini (automobile, material rulant, utilaj greu). Pretoria este un prestigios centru academic: Universitatea din Pretoria, Institutul Tehnologic Tshwane, Universitatea Africii de Sud (axată pe învățământ la distanță). Orașul este deservit de 2 aeroporturi: Wonderboom și OR Tambo International, aeroportul cu cel mai mare tranzit de pasageri din Africa, și care poartă numele fostului lider al Congresului Național African, Oliver Tambo. Cel mai important stadion este Loftus Versfeld, care va găzdui și meciuri de la Campionatul Mondial de Fotbal 2010. Principalele atracții turistice sunt: Grădina Zoologică, Grădina Botanică, rezervația ornitologică Austin Roberts, iar dintre muzee și monumente Forturile Pretoriei (complexul de fortificații construit de guvernul sud-african înainte de izbucnirea celui de-al doilea război anglo-bur), Kruger House (a fost locuința fostului lider bur și președinte al Republicii Africa de Sud, Paul Kruger), Melrose House (un conac în stil victorian unde a fost semnat tratatul de pace care a pus capăt celui de-al doilea război anglo-bur), Monumentul Voortrekker, Parcul Libertății (cuprinde un memorial cu numele celor uciși în timpul războaielor bure, cele două războaie mondiale și în timpul regimului de apartheid, Muzeul Provinciei Transvaal, African Window (Muzeul de Istorie Culturală Națională al Africii de Sud.)

## Personalități născute aici
- Eugène Marais (1871 - 1936), scriitor;
- Glynis Johns (1923 - 2024), actriță, cântăreață;
- Rory Byrne (n. 1944), inginer;
- Michael Levitt (n. 1947), biofizician evreu, Premiul Nobel pentru Chimie;
- Roger Michell (1956 - 2021), regizor;
- Elon Musk (n. 1971), programator, antreprenor, inventator.

## Galerie de imagini

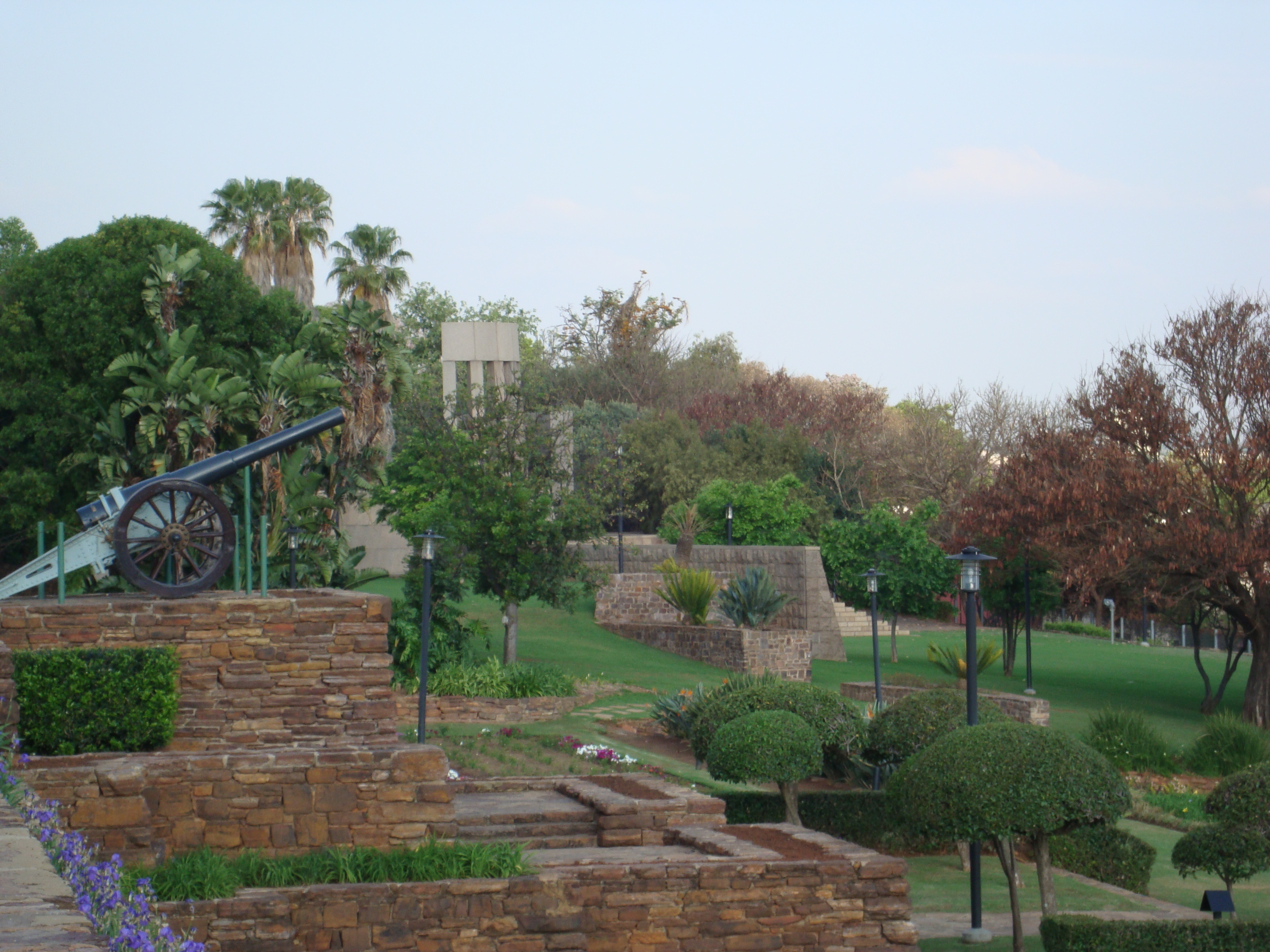
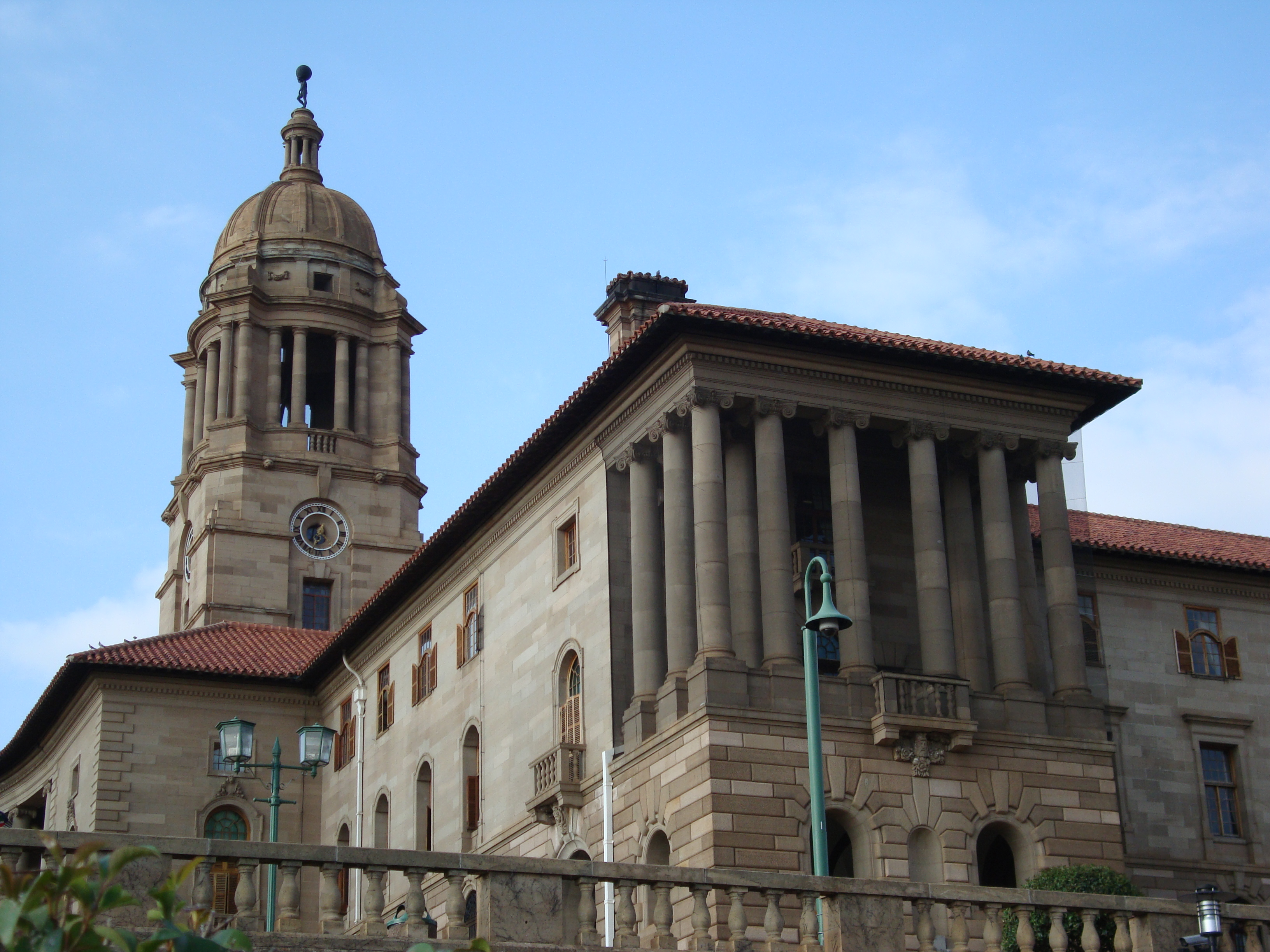
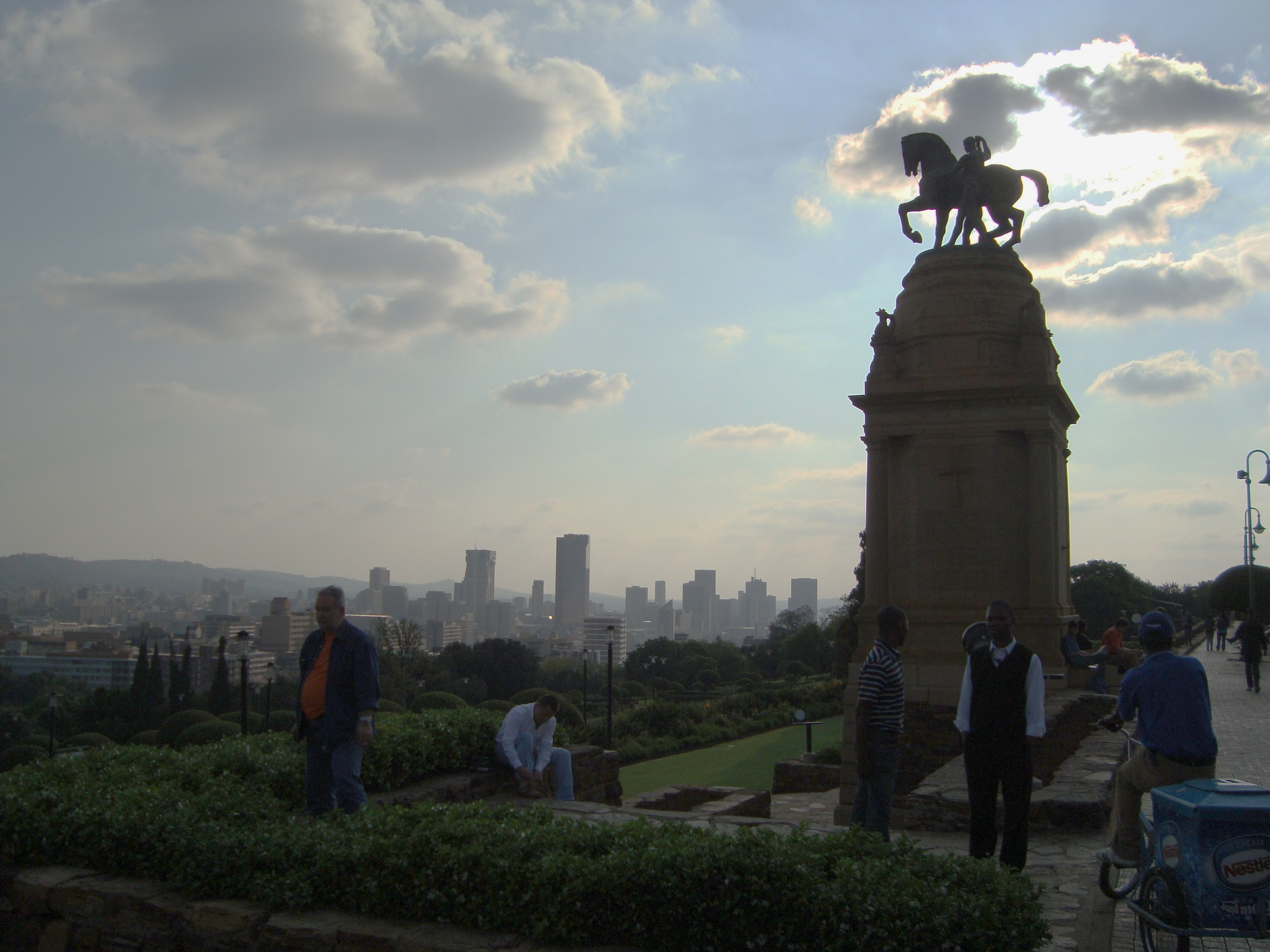
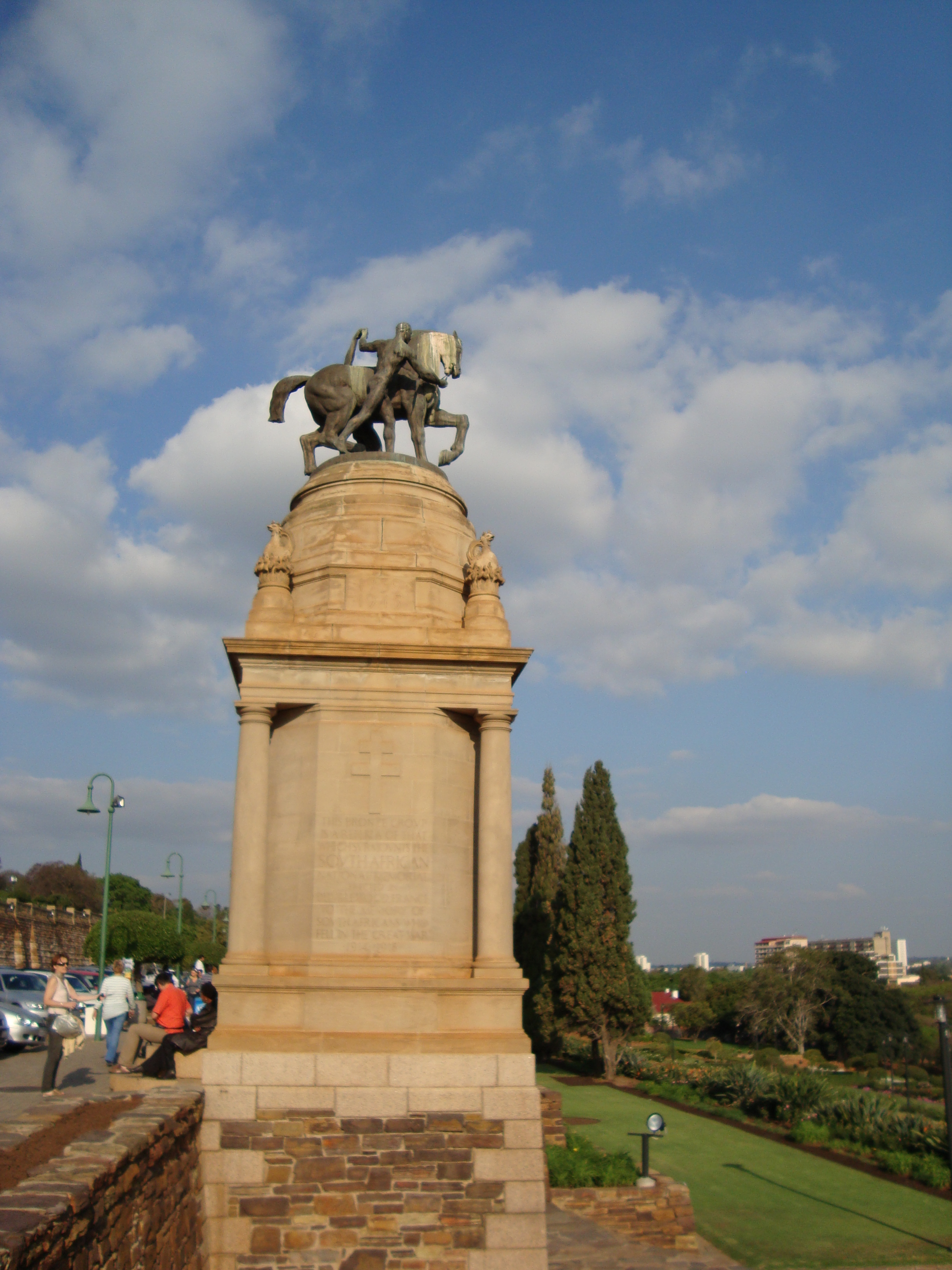
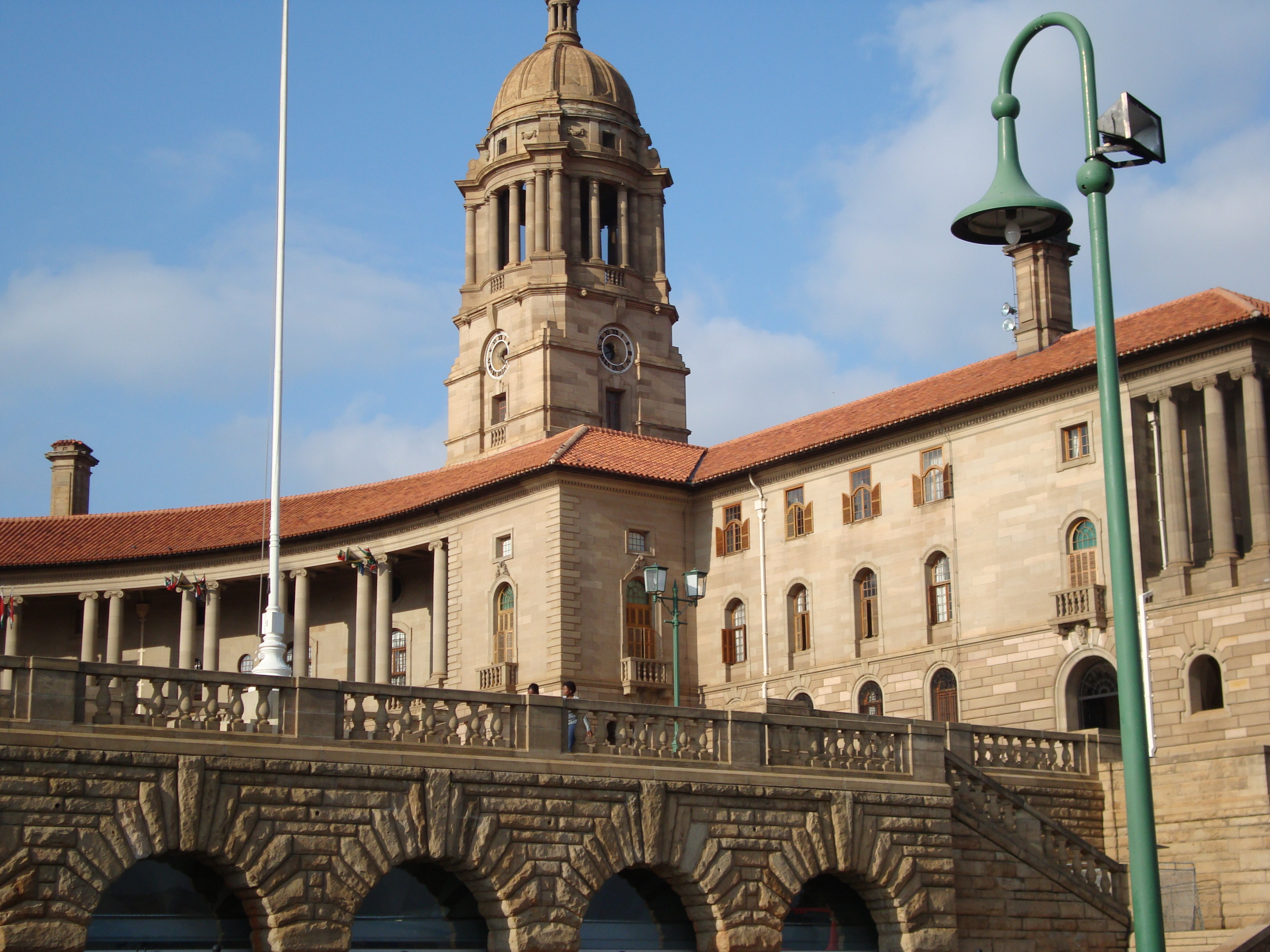
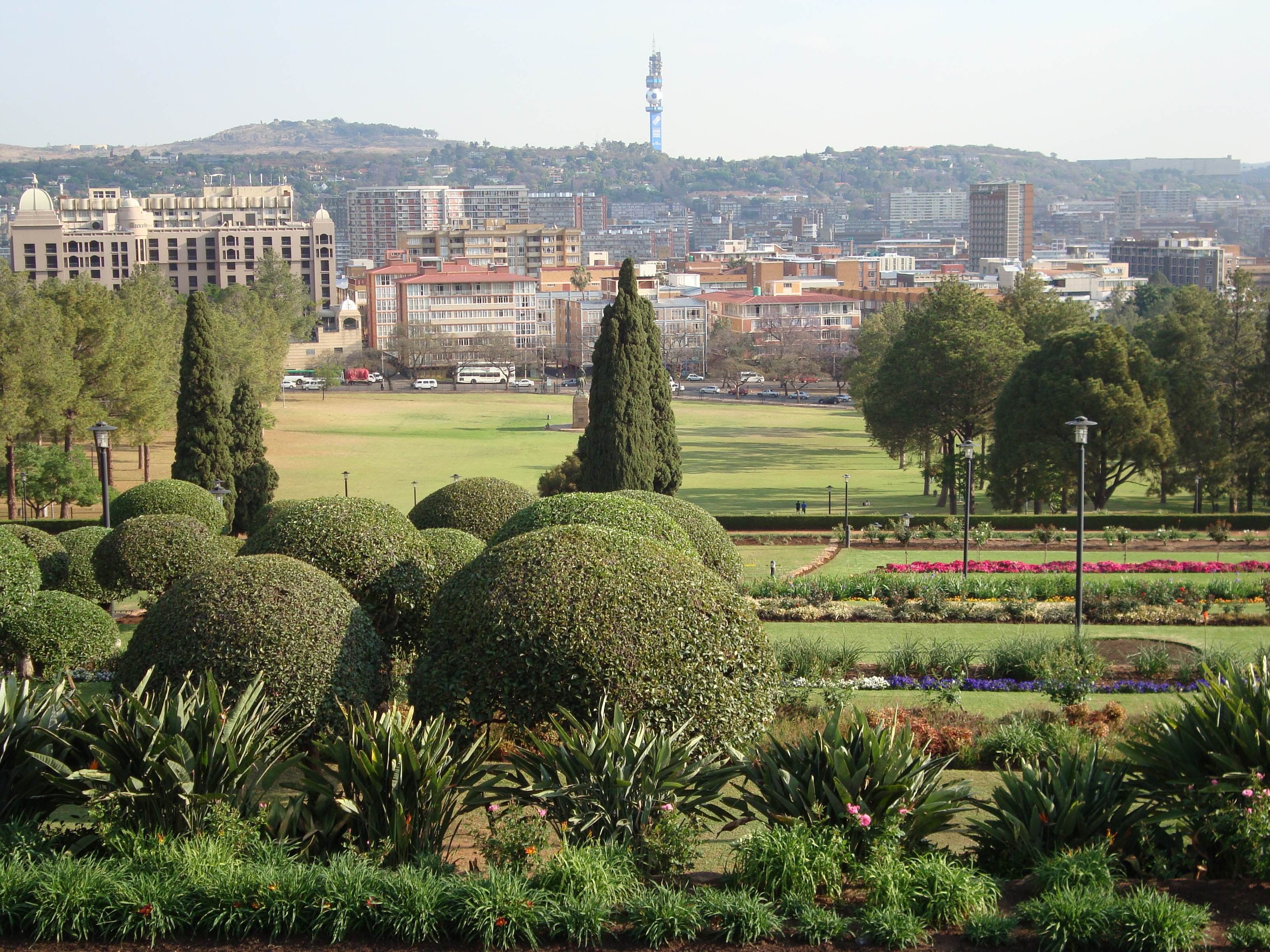
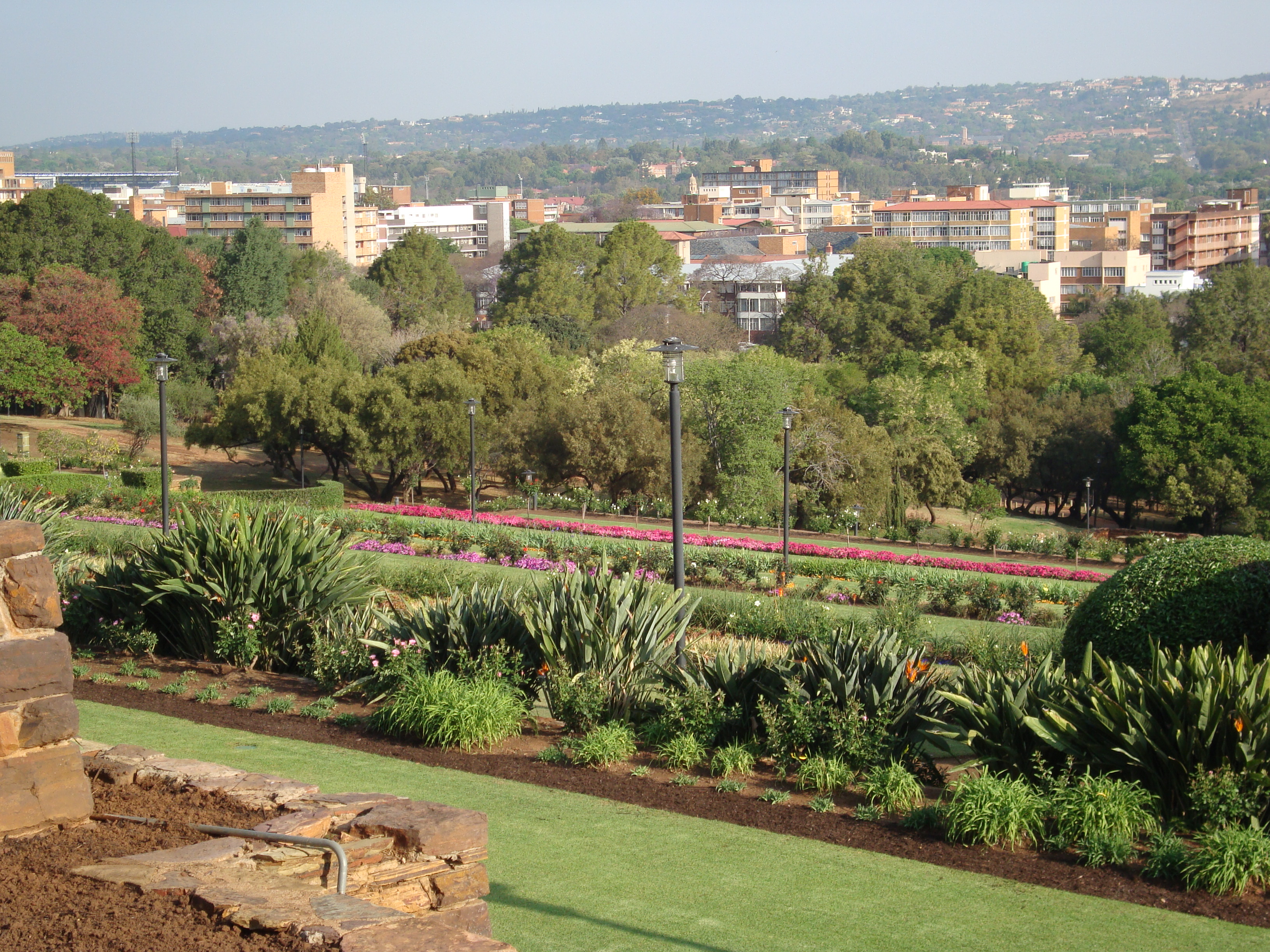
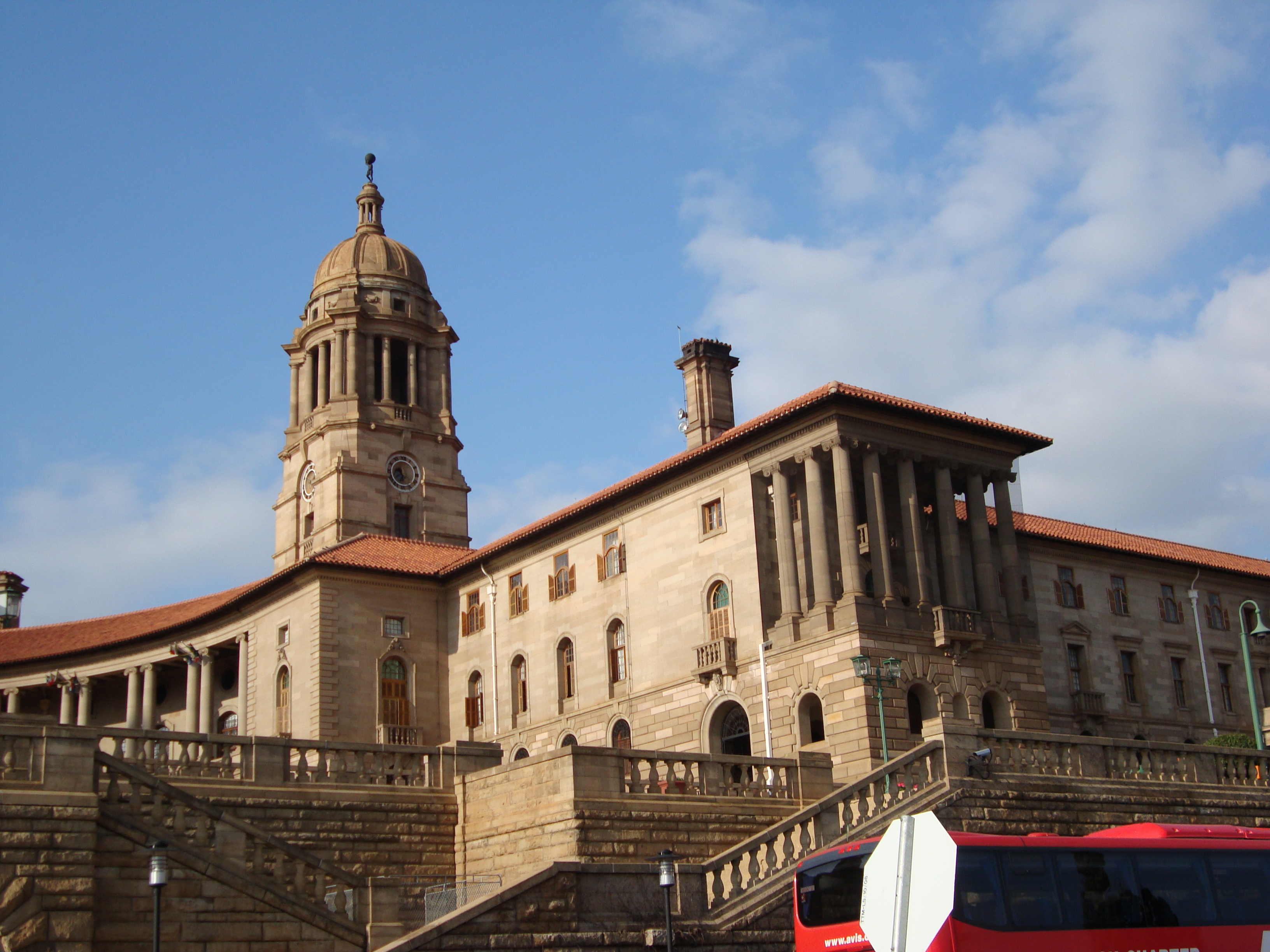
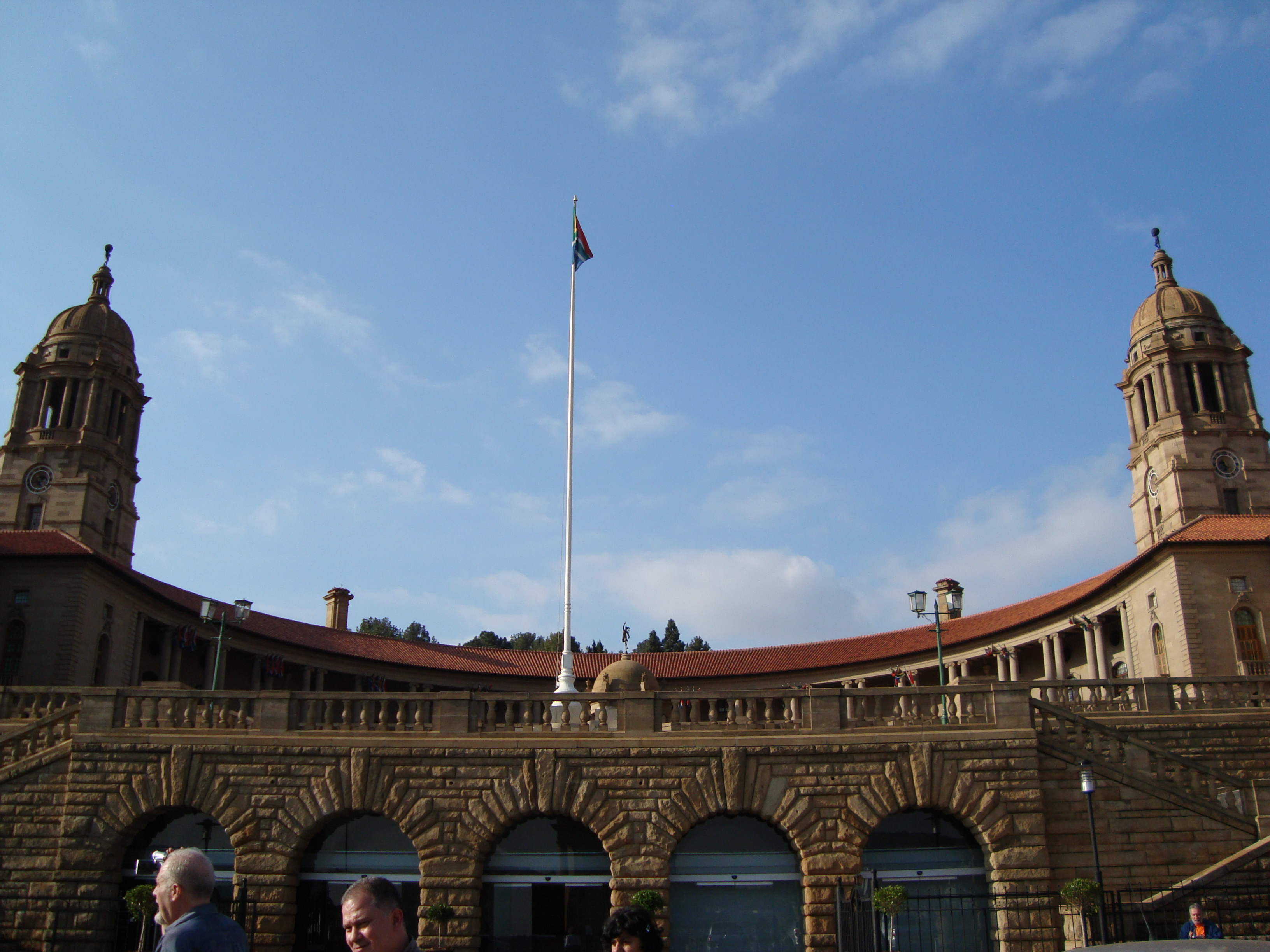
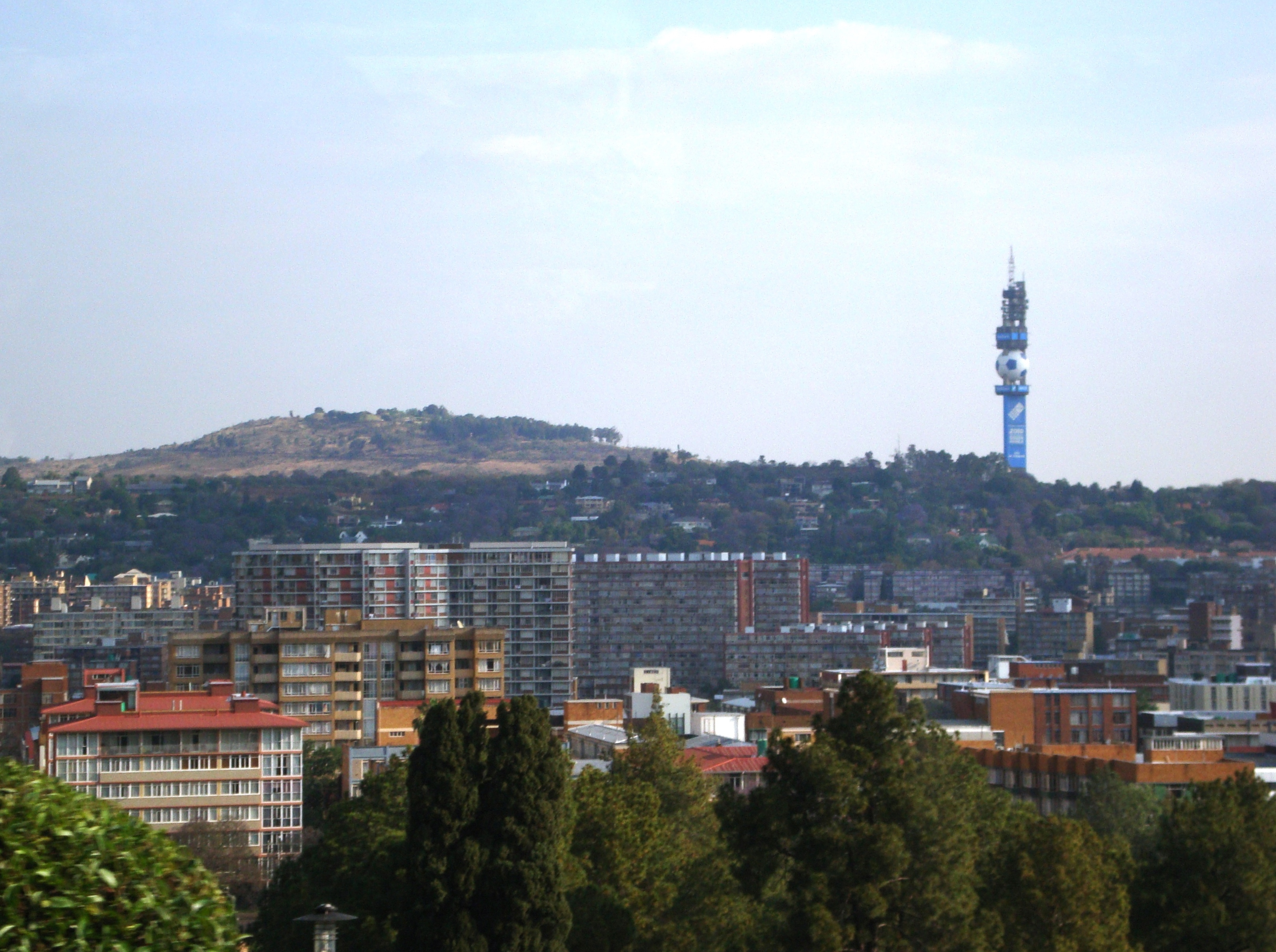
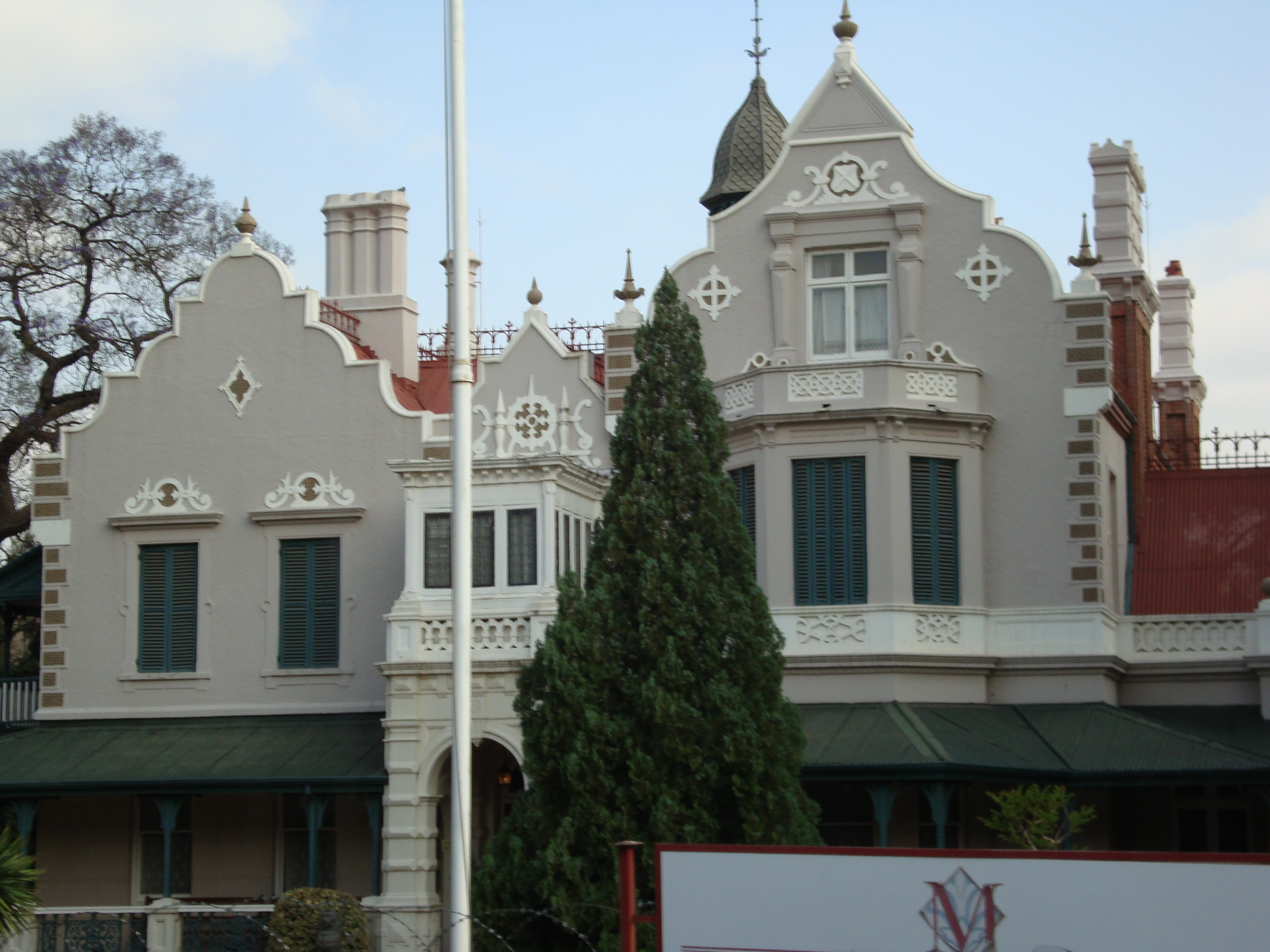
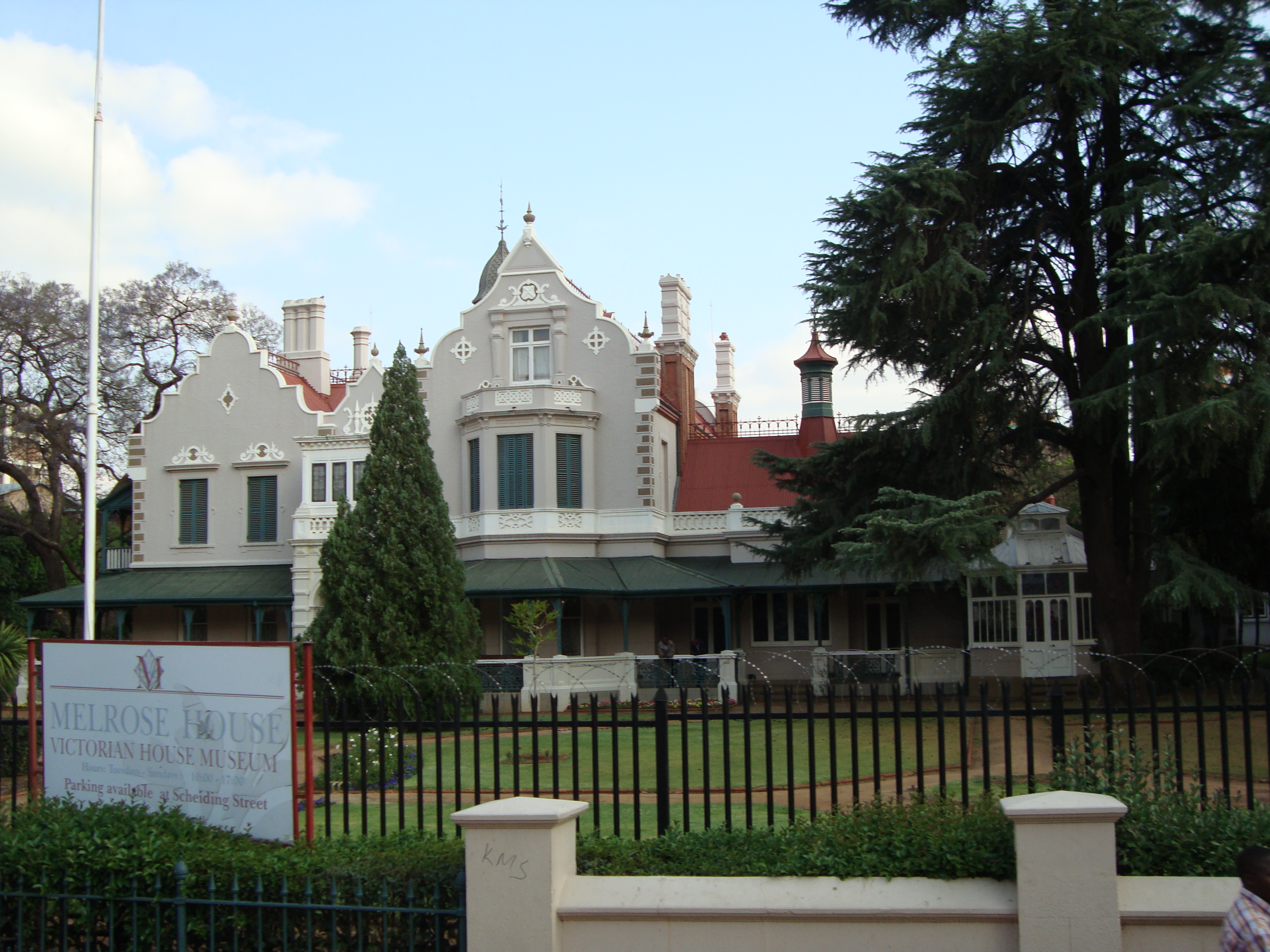
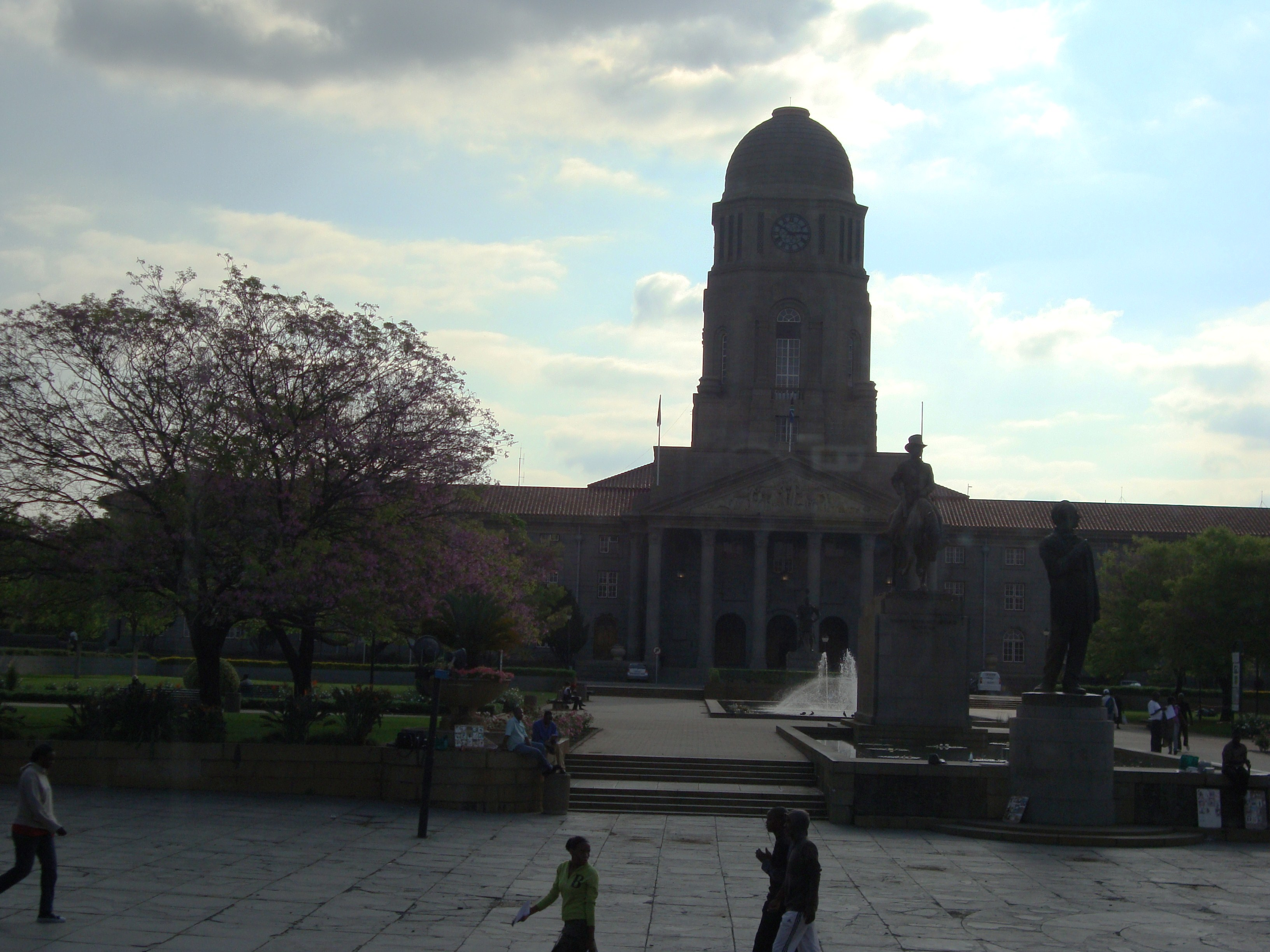
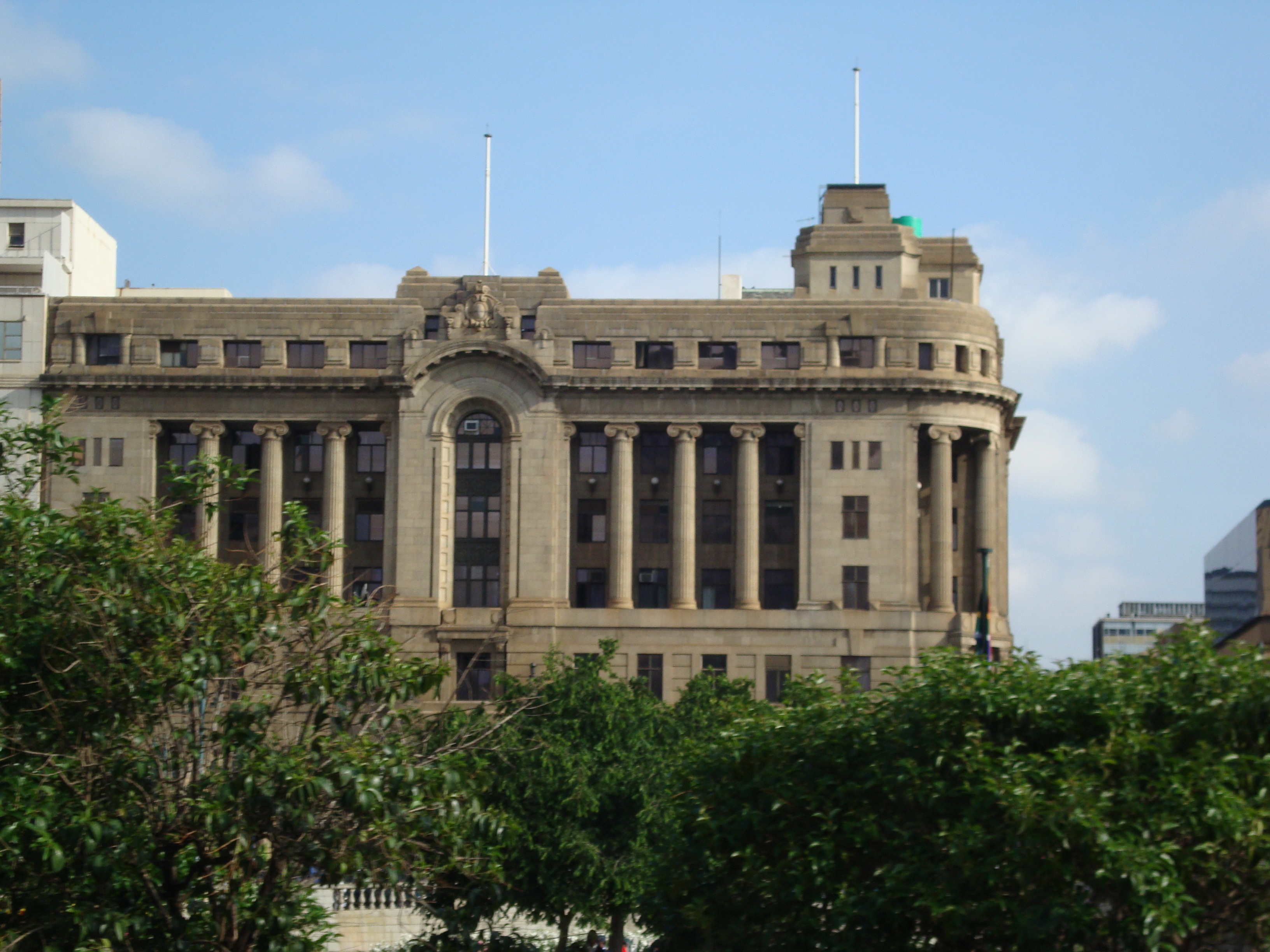
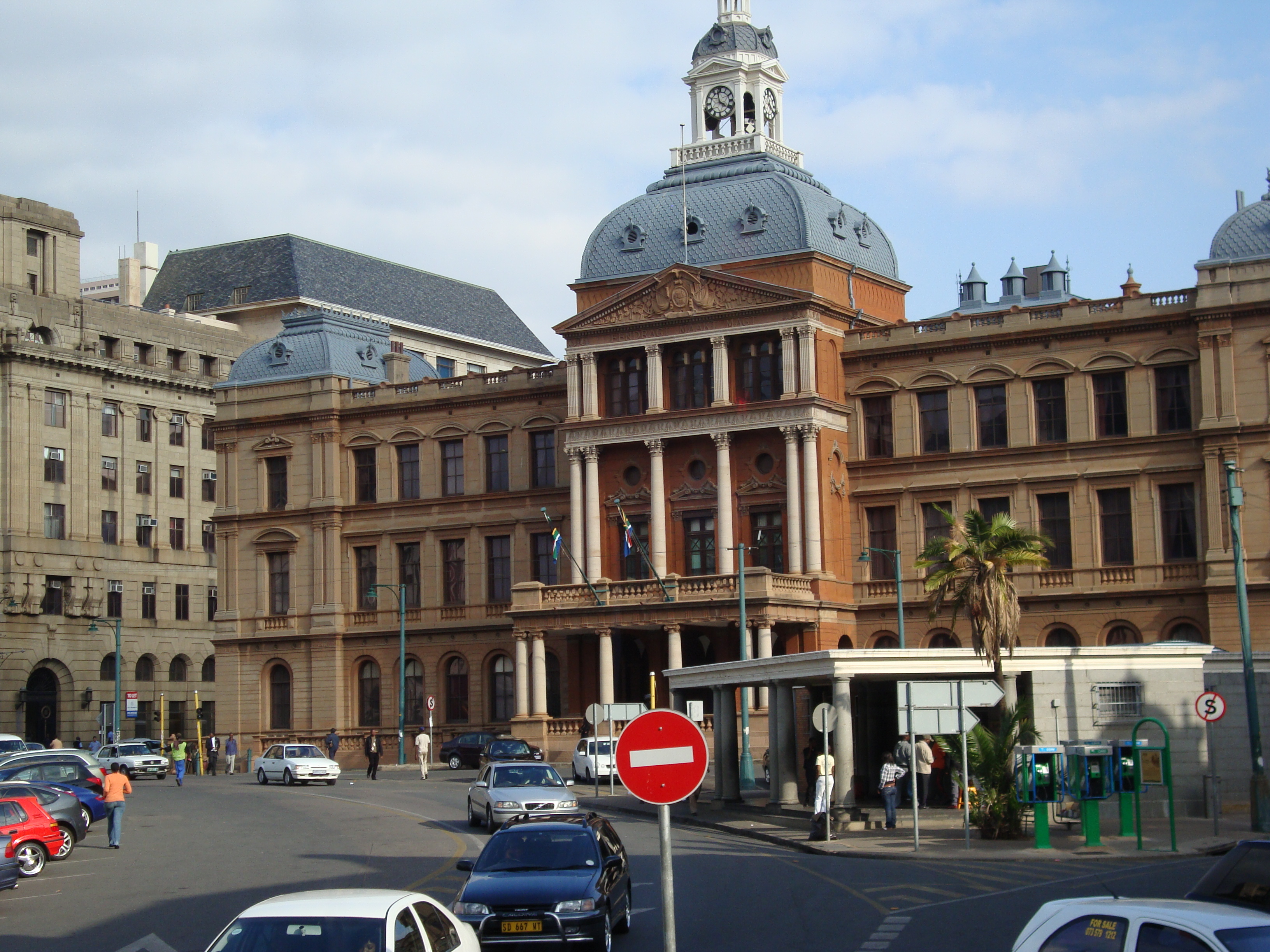